# 法藏讲寺
31°13′12″N 121°28′37″E / 31.21992°N 121.47698°E
法藏讲寺，是一所上海佛教寺院，位于上海市黄浦区吉安路271号。

## 历史
民国时期，法藏讲寺曾是上海四大寺廟之一（其他三者分別为玉佛寺、龙华寺和静安寺）。1924年，由王一亭居士赞助，天台宗大师兴慈法师（释悟云、上海佛教同仁会会长）主持落成，法藏讲寺成为近代上海唯一的天台宗道场。法藏讲寺的大雄宝殿内奉设释迦佛及其二弟子、十八罗汉、海岛观音。此外讲寺有大法堂，藏经楼中有明朝《南藏》、乾隆《龙藏》、民国《频伽大藏经》等。1946年，兴慈法师在法藏讲寺开没了一所慈光补习学校，提供贫困子弟的初中教育（1972年，兴慈中学转为风华中学）；还开办慈光诊所，给贫民发药施诊。
文化大革命期间，法藏讲寺被改建为工厂，寺院毁坏严重。1980年代，宗教活动开始陆续；1990年9月6日，法藏讲寺获准恢复。1994年12月18日，寺庙成立以真掸法师为主任的修复委员会。之前工厂直到1997年才腾退。1999年12月23目，主体建筑大雄宝殿改建工程竣工。2000年，寺庙完成初期修复工作。2007年，寺庙登录黄浦区文物保护单位。